# Cooper-Fettschwanz-Beutelmaus

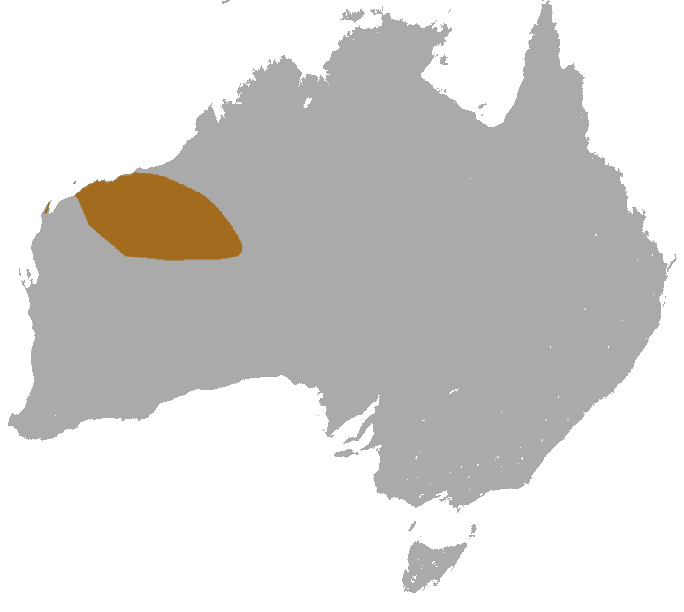
Verbreitungskarte von Pseudantechinus roryi

Die Cooper-Fettschwanz-Beutelmaus (Pseudantechinus roryi) ist eine Beuteltierart aus der Gattung der Fettschwanz-Beutelmäuse. Mit dem Artzusatz im wissenschaftlichen Namen ehrten die Erstbeschreiber Rory, den Sohn von Norah Cooper. Zusätzlich bedeutet Rory in den goidelischen Sprachen „rot“, was sich auf die Fellfarbe der Art bezieht.
Pseudantechinus roryi wurde 2000 als eigenständige Art beschrieben. Ein Vergleich von DNA-Sequenzen zeigte im Jahr 2018 jedoch, dass sich die Art nicht von Pseudantechinus macdonnellensis unterscheidet. P. roryi gilt seitdem als Synonym von P. macdonnellensis.
Diese Beutelmaus unterscheidet sich durch die rötlich-braune Fellfarbe von anderen Vertretern ihrer Gattung, bei denen das Fell eher grau-braun gefärbt ist.
Diese Art lebt in dem australischen Bundesstaat Western Australia. Ihr Verbreitungsgebiet erstreckt sich von Pilbara bis zur Großen Sandwüste und der Gibsonwüste, wo sie Felsregionen bewohnt. Es ist möglich, dass Exemplare, die auf Barrow Island gefunden wurden, ebenfalls dieser Art angehören.
Diese Beutelmaus ist ein fleischfressender Beutelsäuger. Über ihr Verhalten ist nichts bekannt. Es wird allerdings angenommen, dass es dem der anderen Fettschwanz-Beutelmäuse ähnelt.
Die Cooper-Fettschwanz-Beutelmaus wird bei der IUCN als Least Concern (nicht gefährdet) geführt.